# Vorarlberger Rheintal

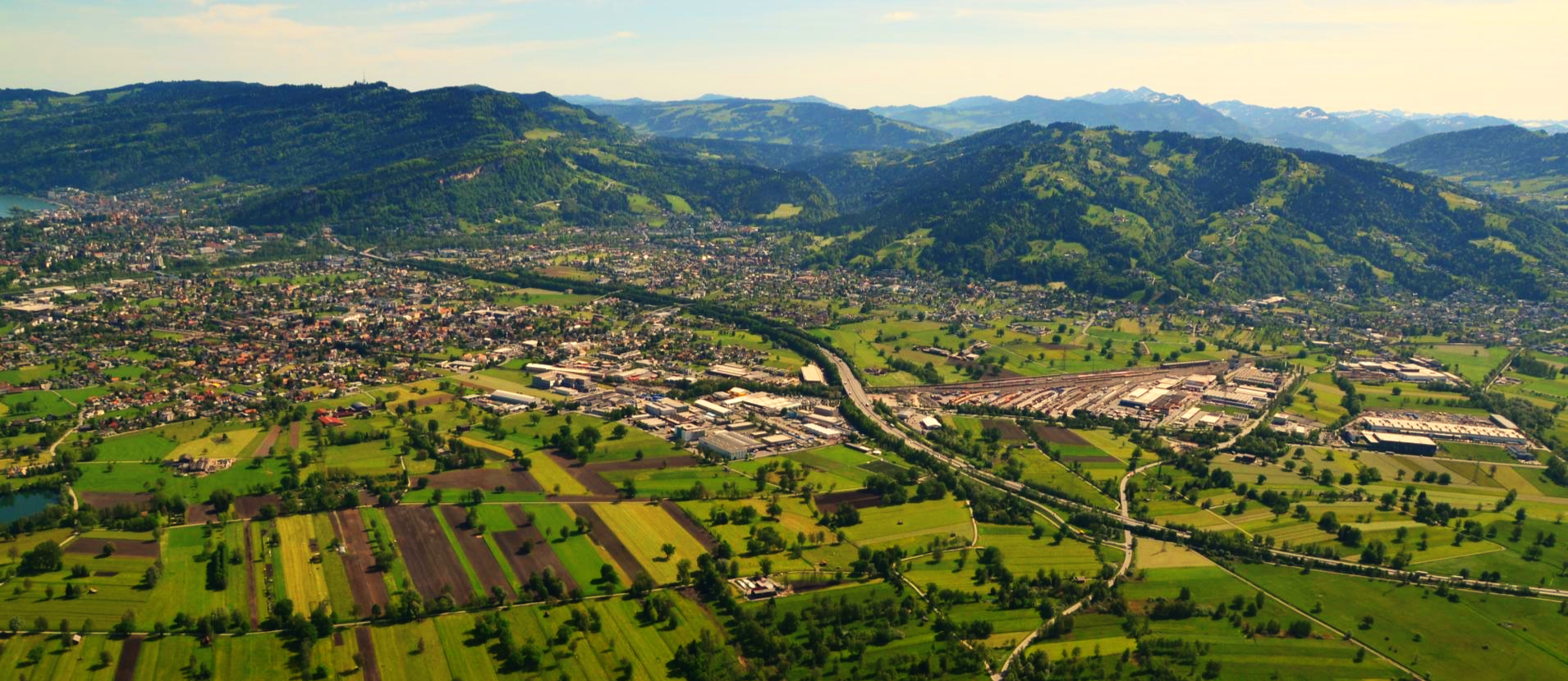
Nordöstliche Teil des Vorarlberger Rheintals mit dem Lauteracher Ried

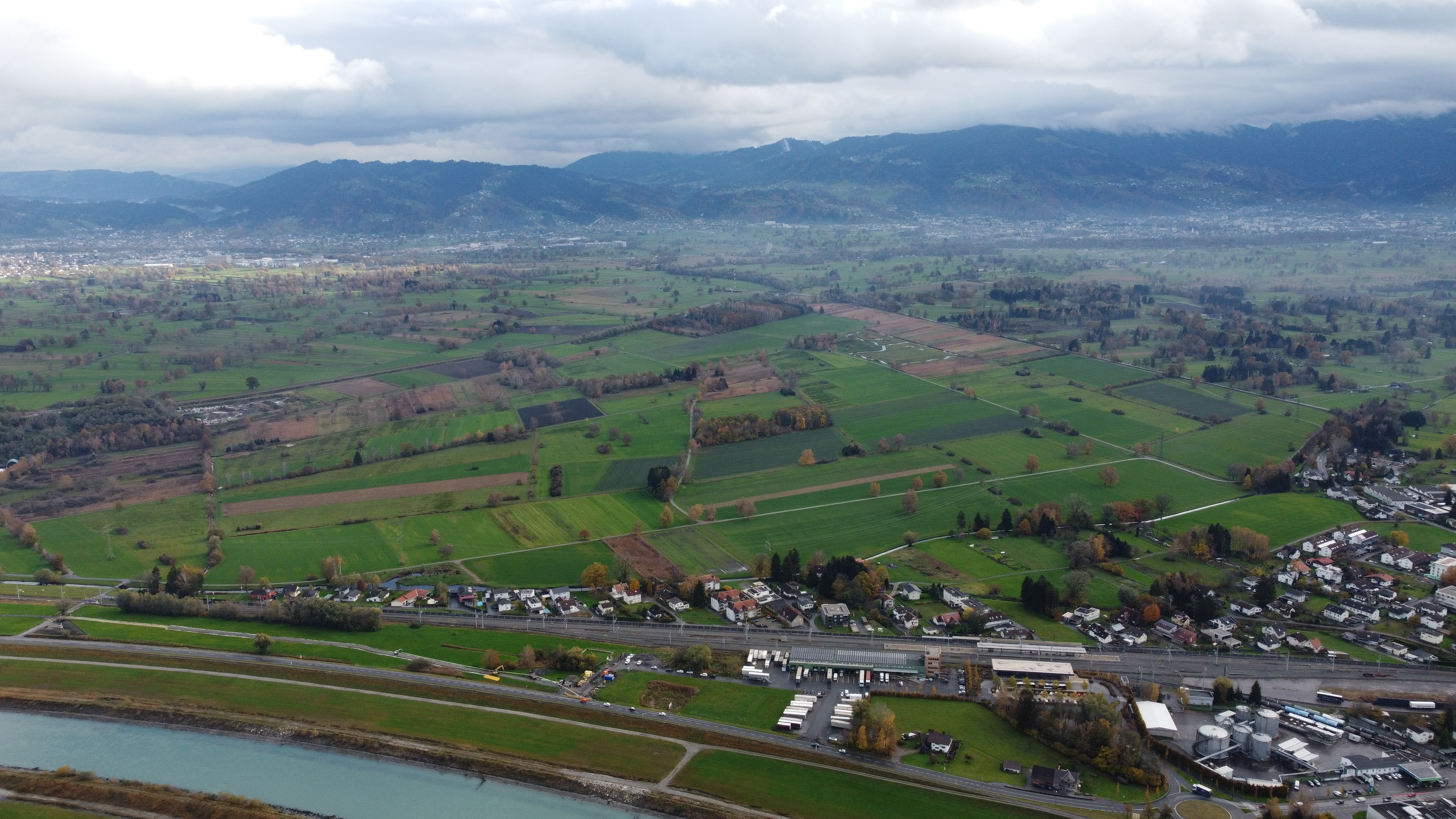
Das Ried im Vorarlberger Rheintal

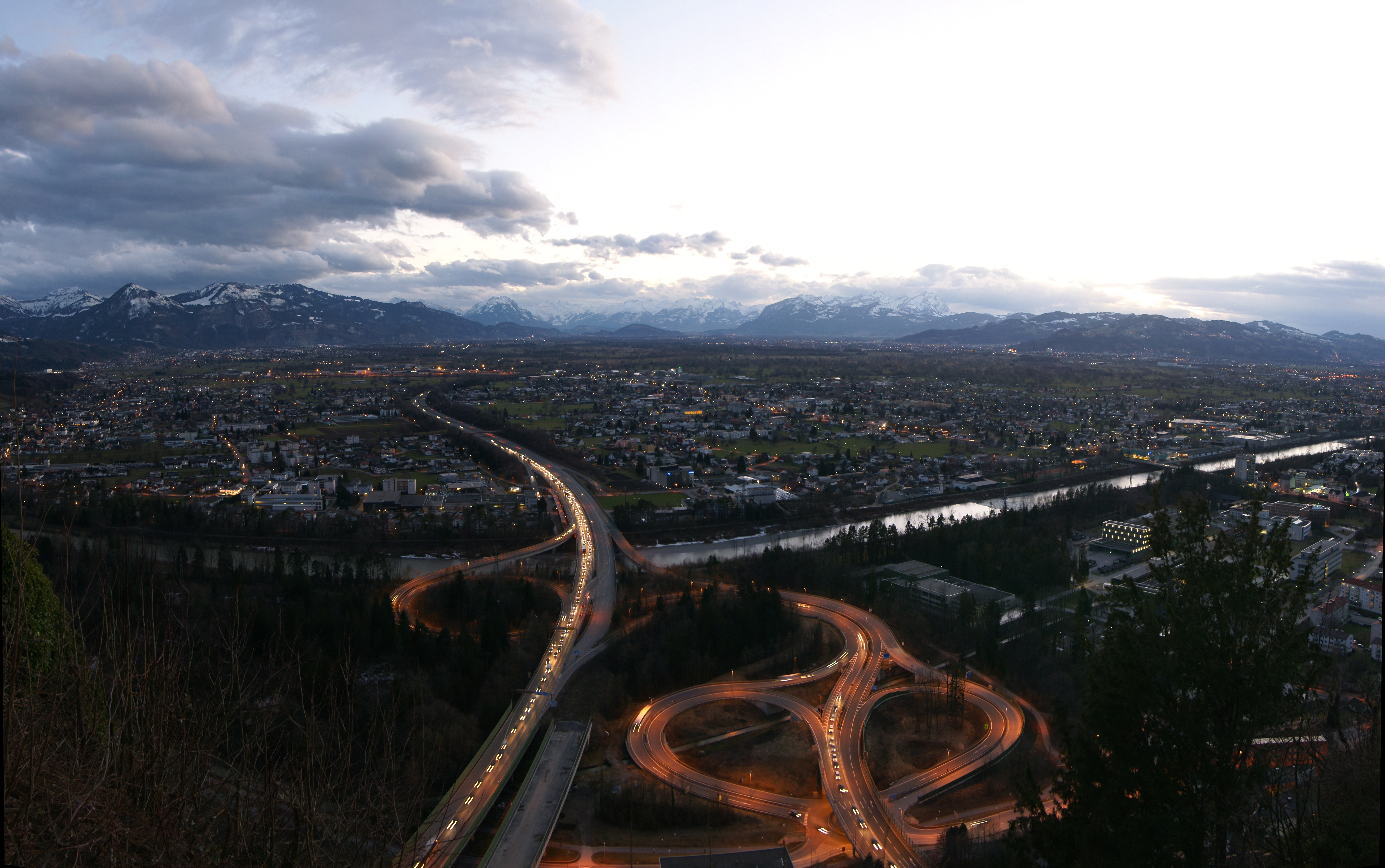
Blick von Bregenz Richtung Süden ins untere Vorarlberger Rheintal

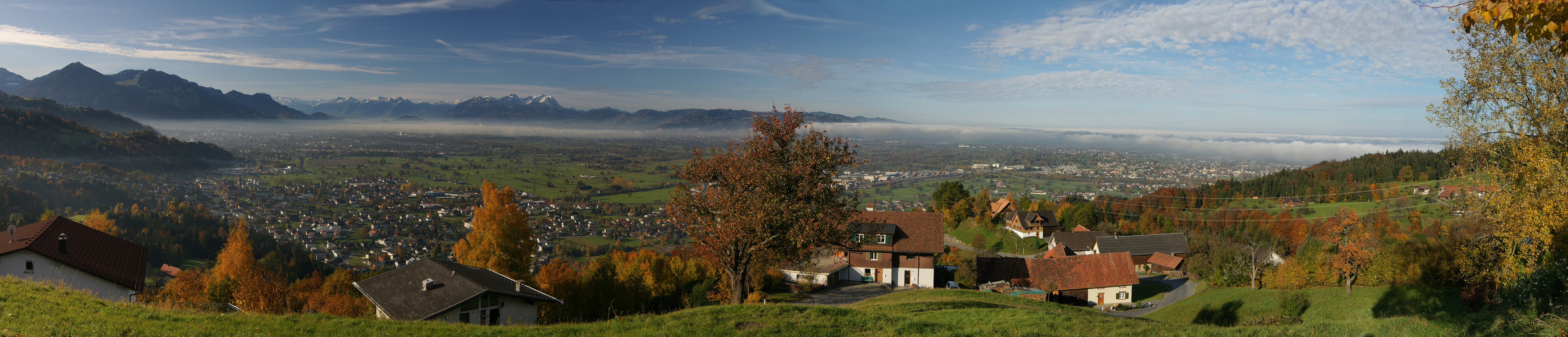
Das untere Vorarlberger Rheintal gesehen von Bildstein aus

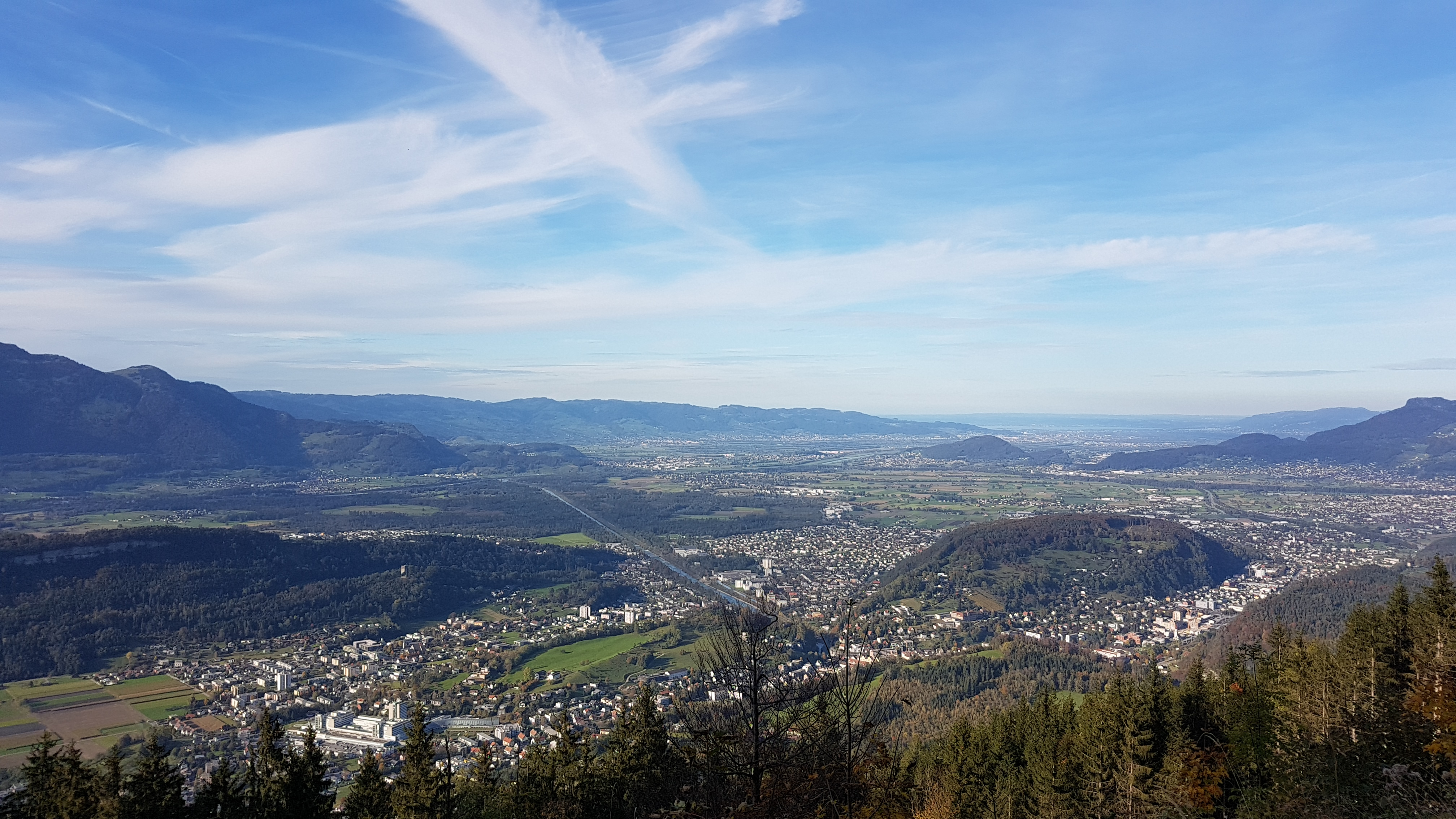
Blick vom Älpele bei Frastanz Richtung Norden auf das obere Vorarlberger Rheintal zwischen Feldkirch und dem Kummenberg

Das Vorarlberger Rheintal ist eine Region im österreichischen Bundesland Vorarlberg. Es ist der österreichische Teil des Alpenrheintals.

## Geographie
Das Vorarlberger Rheintal beginnt flussabwärts in Feldkirch und endet beim Bodensee und ist damit ca. 35 km lang. Westlich wird es begrenzt durch den Rhein und den Alten Rhein entlang der Staatsgrenze zur Schweiz. Im Osten münden die Seitentäler Walgau, Laternsertal, Ebniter Tal und Bregenzerwald ins Rheintal. Eine genaue Grenze gibt es im Osten nicht. Das Gebiet von Feldkirch bis zum Kummenberg wird als Oberland bezeichnet, das Gebiet vom Kummenberg bis zum Bodensee als Unterland. Das Rheintal besteht geographisch aus der Rheintalebene und den angrenzenden Berghängen.

### Rheintalebene in Vorarlberg
Das Vorarlberger Rheintal ist eine sehr flache Ebene. Nach der letzten Eiszeit war hier ein Nebenarm des Bodensees, der dann durch die Sedimente des Rheins verlandet ist. Daher ist die Rheintalebene so flach und die Berge steigen wie an einer Kante plötzlich an. 

### Berghänge im Vorarlberger Rheintal
Neben der Rheintalebene werden auch die angrenzenden Berghänge mit ihren Siedlungen zum Rheintal gezählt. Die begrenzenden Berggruppen sind von Süden nach Norden: Drei-Schwestern-Gruppe des Rätikon, Walserkamm, Kugelgruppe, Schuttannenberge, Hochälpele-Weißenfluh-Gruppe und Lorenaberge des Bregenzerwaldgebirges und im Norden der Pfänderstock der Allgäuer Alpen. 

### Schluchten
Bemerkenswert sind die zahlreichen teils tiefen Schluchten, die die Gewässer in die Berghänge gegraben haben:
Wirtatobel, Bregenzerachschlucht, Ippachgraben, Rickenbachschlucht, Schwarzachtobel, Rappenlochschlucht, Alplochschlucht, Kirchle, Kobelschlucht, Örflaschlucht, Kesselschlucht, Wiegetobel, Mühltobel, Üble Schlucht, Felsenau, Illschlucht und noch ein paar kleinere.

### Benachbarte Regionen
Die benachbarten Regionen sind das Leiblachtal im Norden, der Bregenzerwald im Nordosten, das Ebniter Tal und Laternsertal im Osten, der Walgau im Südosten, das Liechtensteiner Rheintal im Süden und die gesamte Westseite bildet das St. Galler Rheintal.
| Bodensee            | Leiblachtal              | Bregenzerwald       |
| St. Galler Rheintal |                          | Ebniter Tal         |
|                     | Liechtensteiner Rheintal | Laternsertal Walgau |

## Subregionen und Städte
Die Region Vorarlberger Rheintal wird oft in kleinere Subregionen gegliedert, in denen es auch vermehrte Kooperationen zwischen den Gemeinden gibt.

### Feldkirch
Neben dem Stadtgebiet gehören auch große Riedlandschaften und Berghänge zum Gemeindegebiet. Viele früheren Gemeinden wurden in das Stadtgebiet eingegliedert.

### Vorderland
Die Gemeinden Rankweil, Meiningen, Sulz, Röthis, Weiler und Klaus liegen in der Rheintalebene, Fraxern, Viktorsberg, Zwischenwasser, Übersaxen und Göfis liegen ganz oder teilweise am Berghang. Laterns zählt zum Vorderland, aber nicht zum Rheintal. Gemeinsam mit Feldkirch kooperieren sie als Region Vorderland-Feldkirch.

### Kummenbergregion
Götzis, Koblach, Altach und Mäder sind die Gemeinden rund um den Kummenberg. Sie kooperieren vielfältig als „Region amKumma“.

### Hohenems
Die Stadt Hohenems liegt in der Mitte des Vorarlberger Rheintals. Das Gemeindegebiet reicht vom Alten Rhein bis nach Schuttannen im Bregenzerwaldgebirge.

### Dornbirn
Dornbirn ist das wirtschaftliche Zentrum des Vorarlberger Rheintals. Das Stadtgebiet reicht von der Rheintalebene bis zum Ortsteil Ebnit in einem Bergkessel und weiter bis zum Sünser Joch. Damit ist Dornbirn auch flächenmäßig die größte Stadt Vorarlbergs.

### Hofsteiggemeinden
Hofsteig ist eine historische Region im unteren Rheintal zwischen Bregenz und Dornbirn. Zu den Hofsteiggemeinden zählen Hard, Lauterach, Wolfurt, Schwarzach, Bildstein, Kennelbach und Buch. Buch wird teils auch zum Bregenzerwald gerechnet. Historisch gehörte zeitweise auch Alberschwende zum Niedergericht Hofsteig. Die Hofsteiggemeinden kooperieren in vielen Bereichen. Die „Wirtschaftsregion Hofsteig“ umfasst die Gemeinden Hard, Kennelbach, Lauterach, Schwarzach und Wolfurt.

### Bregenz
Bregenz ist Landeshauptstadt und das politische Zentrum von Vorarlberg. Das Gemeindegebiet reicht vom Bodenseeufer bis weit in die Bregenzerachschlucht.

### Rheindelta
Im Rheindelta liegen die drei Gemeinden Fußach, Höchst und Gaissau. Auch sie kooperieren im Rahmen des Koordinationsausschusses Rheindelta.

### Lustenau
Lustenau liegt direkt am Rhein auf der Höhe von Dornbirn. Wie im Rheindelta ist auch hier die Nähe zur Schweiz von Bedeutung.

## NUTS3-Region Rheintal-Bodensee
Das Vorarlberger Rheintal ist der Kern der NUTS3-Region AT 342 Rheintal-Bodenseegebiet. Zu diesem gehören die politischen Bezirke Dornbirn und Feldkirch sowie der Gerichtsbezirk Bregenz. Geographisch sind das das Vorarlberger Rheintal, das Leiblachtal, das Laternsertal und die angrenzenden Bregenzerwälder-Gemeinden Langen bei Bregenz, Doren, Sulzberg, Riefensberg, Buch, Alberschwende sowie die Walgau-Gemeinden Düns, Dünserberg, Frastanz, Göfis, Röns, Schnifis, Satteins und Schlins.

## Geologie
In der letzten Eiszeit schob sich der gewaltige Rheingletscher Richtung Norden. Nach der Eiszeit war das heutige Rheintal ein Arm des Bodensees, der vor 14000 Jahren bis Sargans reichte. Durch den Rhein und die Ill ist dieser Arm verlandet und das Tal wurde immer weiter mit Sedimenten aufgefüllt.

## Ökologie und Naturschutzgebiete
Durch die Verlandung und Auffüllung einstand eine riesengroßes Sumpfgebiet. Die Sauerstoffarmut verhinderte die Zersetzung toter Pflanzen und so entstand Torf in großen Mengen. Die Torfschichten sind bis zu 6 m dick. Noch vor 150 Jahren waren viele Bereiche des Rheintals so sumpfig, dass ein Betreten nur bei gefrorenem Boden möglich war. Heute sind nur noch Teile dieser Moorlandschaft erhalten, viele davon wurden unter Schutz gestellt. Moore sind nicht nur wichtig für den Erhalt wertvoller Biotope und seltener Tier- und Pflanzenarten, sie sind auch wichtig für den Klimaschutz, da sie sehr viel Kohlendioxid speichern.

### Europaschutzgebiete
- Rheindelta
- Lauteracher Ried
- Gsieg-Obere Mähder
- Mehrerauer Seeufer – Mündung der Bregenzerach
- Soren, Gleggen-Köblern, Schweizer Ried und Birken-Schwarzes Zeug[6]

### Naturschutzgebiete
- Alter Rhein
- Bangser Ried
- Birken – Schwarzes Zeug – Mäander der Dornbirnerach
- Matschels
- Streuewiesenbiotopverbund Rheintal-Walgau

Auch der westliche Teil des Naturschutzgebiets Hohe Kugel - Hoher Freschen -Mellental gehört noch zum Rheintal.

## Geschichte
In diesem Abschnitt wird die Geschichte aus der Sicht der Bevölkerung des Vorarlberger Rheintals erzählt, also quasi eine Sicht von unten.

### Jäger und Sammler
Nach der Eiszeit und nach der Verlandung des Rheintals wurden zuerst die Hänge und Inselberge besiedelt. Der älteste menschliche Fund stammt von einem Kind, das vor 9500 Jahren in der Mittelsteinzeit lebte. Jäger, Fischer und Sammler haben unter einem Felsvorsprung am Kummenberg zumindest vorübergehend gelebt.

### Landwirtschaft
Um etwa 2000 v. Chr. erreichten bäuerliche Kulturen das Bodenseegebiet und das Rheintal. Sie brachten bereits den Wertstoff Bronze mit. Auch in der Bronzezeit gab es nachgewiesene Siedlungstätigkeit. Um 1500 v. Chr. gab es die erste größere Siedlung im Raum Bregenz. Die Räter siedelten ab 900 v. Chr. in den Alpentälern, sie kamen vermutlich aus der Region Südtirol. Die Kelten siedelten von Norden kommend ab 600 v. Chr. am Bodensee und der Umgebung. Der keltische Stamm der Brigantier errichtete in Bregenz eine bedeutende Siedlung. Im Jahr 15 v. Chr. eroberte der römische Kaiser Augustus die Region. Die Regionen der Alpen wurden ins römische Reich integriert, die Bevölkerung wurde kulturell romanisiert. Sprachlich entstand das Rätoromanisch. Die Römer errichteten Straßen durch das Vorarlberger Rheintal entlang der Schwemmkegel am Rande der Rheintalebene. Um 450 n. Chr. errichteten die Alemannen Siedlungen in der Region und drängten die Räterromanen in die Bergtäler zurück. Mit dem Untergang des römischen Reiches ging auch sehr viel Wissen verloren, das betraf alle Lebensbereiche. Der Großteil der Bevölkerung bestand aus Bauern und Handwerkern. Es herrschte eine Subsistenzwirtschaft, fast alles wurde selbst hergestellt. Die Alemannen waren alle frei, sie kannten keine Sklaverei oder Leibeigenschaft.
Ab dem Jahr 920 haben die Grafen von Bregenz und später andere Adelige die Menschen immer mehr in Abhängigkeit und Leibeigenschaft gebracht. Die Menschen wurden besitzlos, durften das Land nicht verlassen, waren zu Arbeitsdiensten verpflichtet und unterlagen der gerichtlichen Willkür der Adeligen. Die Habsburger Vögte waren noch schlimmer als die Grafen von Montfort. Die gesamte Macht und der gesamte Besitz lag bei den Adeligen und der katholischen Kirche. Zwischen 1498 und 1677 kam es zu massiven Hexenverfolgungen. Hauptsächlich Frauen wurden verhaftet, grausamst gefoltert und schließlich lebendig verbrannt. Ihnen wurde ein Pakt mit dem Teufel vorgeworfen.
In Vorarlberg bekannten sich viele zum Protestantismus, sie wurden verfolgt und mussten das Land verlassen.
Die Menschen lebten von der Vielzucht und vom Anbau von Gemüse und Spaltweizen. Hungersnöten waren sehr häufig. Ab dem 17. Jahrhundert kam der Mais aus Amerika auch in Vorarlberg an, die Kartoffel erst im Jahr 1735. Trotzdem konnten die Menschen kaum ernährt werden, jede Missernte führte zu einer Hungersnot.

### Industriezeitalter
Das Vorarlberger Rheintal wurde sehr früh industrialisiert. Die erste Manufaktur, eine Spinnerei entstand im Jahr 1760. Im Jahr 1767 entstand die erste Baumwollfabrik. Bereits 1773 wurde die erste industrielle Baumwollspinnerei errichtet. Die Textilindustrie wuchs extrem schnell. Sie war in Vorarlberg besonders erfolgreich, weil durch Heimarbeit erworbene Kompetenzen vorhanden waren. Außerdem waren keine Rohstoffe vorhanden, die andere Produktionszweige ermöglicht hätten. Finanzkräftige Schweizer Fabrikanten kamen ins Vorarlberger Rheintal, um das Gebiet der österreichisch-ungarischen Monarchie als Absatzgebiet zu gewinnen. Für die Arbeiter waren die Arbeitsbedingungen sehr schlecht und die Löhne niedrig. Es kam immer wieder zu Hungersnöten. Viele Familien waren nicht in der Lage, ihre Kinder zu ernähren. Daher wurden viele Kinder vom Frühling bis in den Herbst nach Schwaben geschickt. Sie wurden als Schwabenkinder bezeichnet. Dort konnten sich auf sogenannten Kindermärkten große reiche Bauern nahezu kostenlose Arbeitskräfte besorgen. Die Kinder mussten unter sklavenähnlichen Bedingungen hart arbeiten und waren der Willkür der Bauern ausgesetzt. Erst 1921 nahm diese Praxis ab, als in Schwaben die Schulpflicht für ausländische Kinder eingeführt wurde. Bis etwa 1950 waren die Menschen immer sehr arm und mussten extrem viel und hart arbeiten. Danach wuchs der Wohlstand. Die Textilindustrie kam um 1980 in die Krise. Doch inzwischen sind andere Wirtschaftszweige entstanden. Heute dominieren Hightechunternehmen, Metall- und Maschinenindustrie, Kunststofftechnologie, Seilbahnbau und Medizintechnik. Das Vorarlberger Rheintal war in der äußersten Peripherie von Österreich, doch durch die EU ist es ins Zentrum von Europa gerückt. Heute ist die Region sehr wohlhabend mit einer breiten Mittelschicht.

## Bevölkerung
Das Vorarlberger Rheintal ist das dichtest besiedelte Gebiet in Vorarlberg. Hier leben ca. 250000 Menschen. Gleich nach Wien ist das Vorarlberger Rheintal auch die dichtest besiedelte Region Österreichs. Die Siedlungsgebiete sind seit dem Zweiten Weltkrieg rasch zusammengewachsen. Aus Bauerndörfern ist eine Industrie- und Dienstleistungszone geworden. Inzwischen spricht man sogar von einer Metropolregion. Wohngebiete, Gewerbegebiete, Einkaufszonen, Industriegebiete, Freizeitangebote und Naturschutzgebiete wechseln sich ab. Ein Problem ist die historisch gewachsene starke Zersiedelung. Es gibt kein echtes Zentrum, die Zentren sind verteilt auf Lustenau, Hard, Bregenz, Lauterach, Wolfurt, Dornbirn, Hohenems, Götzis, Rankweil und Feldkirch.

## Zentrale Orte
Das Vorarlberger Rheintal wird ähnlich wie das St. Galler Rheintal als Metropolregion ohne Zentrum bezeichnet. Laut der Urban-Rural-Typologie der Statistik Austria gehört das Vorarlberger Rheintal zu den urbanen Großzentren bzw. Großstadtregionen neben Graz, Innsbruck, Klagenfurt am Wörthersee, Linz und Salzburg. Die Zentren im Vorarlberger Rheintal sind tatsächlich sehr verteilt, dies liegt auch den geographischen Gegebenheiten, da im Zentrum des Rheintals das sumpfige Ried liegt, das teilweise unter Naturschutz steht. So haben die Bewohner des Rheintals den Vorteil von Naherholungsgebieten, einerseits im Ried und am Rhein, aber auch in den Bergen und am Bodensee.

### Bregenz
Bregenz ist die Landeshauptstadt von Vorarlberg. Hier ist auch die Landesbibliothek, das Landestheater und das Vorarlberg Museum. International bedeutsam sind die Bregenzer Festspiele auf der Seebühne. Das Kunsthaus Bregenz ist ein bedeutendes Museum für Zeitgenössische Kunst.

### Dornbirn
Dornbirn ist die größte Stadt Vorarlbergs und Bezirkshauptstadt. Hier ist auch die Fachhochschule Vorarlberg und das ORF-Landesstudio Vorarlberg. Die inatura ist ein naturkundliches Museum mit Forschungsbetrieb und bietet immer wieder spezielle Ausstellungen für Kinder. Die Dornbirner Messe, der Messepark und die umliegende Handels- und Gewerbezone sind ein wirtschaftliches Zentrum von internationaler Bedeutung.

### Feldkirch
Feldkirch ist die zweitgrößte Stadt Vorarlbergs und Bezirkshauptstadt. Hier ist das Landesgericht, das Landesfinanzamt, der Sitz der Vorarlberger Wirtschaftskammer und der Arbeiterkammer, das zentrale Landeskrankenhaus, das Landeskonservatorium und eine Außenstelle des Bundesfinanzgerichts. Auch der Bischofssitz der Diözese Feldkirch und deren Diözesanverwaltung sind in Feldkirch. Feldkirch ist auch Schul- und Ausbildungszentrum. Die einzige pädagogische Hochschule Vorarlbergs liegt in Feldkirch.

### Hohenems
Hohenems ist die jüngste Stadt Vorarlbergs. Hier ist ein kleiner Flugplatz, ein Landeskrankenhaus mit der einzigen Palliativstation Vorarlbergs, ein Jüdisches Museum und der Palast Hohenems. In Hohenems gibt es sechs Wirtschaftsparks.

### Götzis
Götzis ist das Zentrum der Kummenbergregion. Götzis ist auch ein bedeutender Wirtschaftsraum mit etwa 450 Betrieben. Götzis ist auch ein Zentrum für Sport. Ein Mehrkampf-Meeting der besten Zehnkämpfer und Siebenkämpfer der Welt findet in Götzis im Möslestadion statt.

### Lustenau
Lustenau ist die einwohnerreichste Marktgemeinde Österreichs. Hier ist der Sitz der Internationalen Rheinregulierungsbehörde und der Industriellenvereinigung, das wichtigstes Zollamt an der Schweizer Grenze und das zentrale Erdöllager für ganz Vorarlberg. Zwei große Industrie- und Gewerbezonen profitieren von der Nähe zur Schweiz. Hier ist etwas außerhalb in Richtung Hard ein zentrales Abfallwirtschaftszentrum.

### Hard
Hard hat einen Seehafen und bedeutende Industriebetriebe, beispielsweise die Alpla Kunststoffwerke, Faigle Kunststofftechnik, Künz (Containerkrane, Spezialkrane und Stahlwasserbau) und Simplon GmbH (Fahrradhersteller).

### Lauterach
Lauterach ist ein wichtiger Industriestandort. Hier ist auch ein großes und wichtiges Europaschutzgebiet, das Lauteracher Ried. Mit Hard, Bregenz und Wolfurt bildet Lauterach ein riesiges zusammenhängendes Siedlungsgebiet mit viel gewerblicher Wirtschaft.

### Wolfurt
In Wolfurt ist einer der größten Güterbahnhöfe Österreichs, der Combi Cargo Terminal Wolfurt. Dort ist auch ein Paketzentrum, das Logistikzentrum Vorarlberg der österreichischen Post und das Zollamt für den Güterverkehr in die Schweiz. Das Gewerbegebiet Hohe Brücke mit großen exportorientierten Unternehmen und Logistik-Konzernen ist direkt angrenzend.

### Rankweil
Rankweil ist das Zentrum der Region Vorderland. In Rankweil agieren viele Unternehmen global (High-Tech, Zulieferer der Autoindustrie, Laserprodukte und Fruchtsäfte). Hier ist auch das Landeskrankenhaus für Neurologie, Psychiatrie und Kinderpsychiatrie. Ebenso ist Rankweil ein wichtiger Schulstandort.

## Wirtschaft
Die Region Vorarlberger Rheintal liegt in der Megaregion Blaue Banane. Diese Megaregion erstreckt sich von Birmingham über London, Brüssel, die Randstad, das Ruhrgebiet, die Rheinachse, Basel und Zürich bis nach Mailand, Turin und Florenz und Genua. Hier ist eine besonders hohe Bevölkerungsdichte und eine sehr gute Infrastruktur. Im Vorarlberger Rheintal fehlt zwar eine Großstadt und eine Universität, aber es ist eine Region mit hoher Dynamik bezüglich Wirtschaft, Kapital, Infrastruktur, Kultur, Wissenschaft, Medien, Verkehr und Bevölkerung. Im Jahr 2021 lag Vorarlberg bei Patenten pro Einwohner auf Platz eins im Vergleich der österreichischen Bundesländer.

### Große Industriebetriebe
Zu den größten Wirtschaftsunternehmen im Vorarlberger Rheintal zählen unter anderem:
- Blum (Weltmarktführer bei Beschlägen)
- Zumtobel (global player der Lichtindustrie)
- Illwerke/VKW (Energiewirtschaft)
- Doppelmayr (Weltmarktführer bei Schiliften, Seilbahntechnik)
- Gebrüder Weiss (Logistik)
- Grass (Beschläge)

Die Bevölkerung im Vorarlberger Rheintal hat sehr hohes technisches Knowhow und ist auch in zukunftsträchtigen hochinnovativen Branchen hochaktiv. Die Fachhochschule Vorarlberg in Dornbirn leistet dazu einen besonderen Beitrag.

### Elektro- und Metallindustrie
Alpla in Hard ist globaler Technologie- und Marktführer bei Kunststoffverpackungen.
Armstrong Metalldecken in Rankweil hat sich auf die Entwicklung, Herstellung und den weltweiten Vertrieb von Decken und Wandverkleidung aus Metall und anderen Materialien spezialisiert.
Alge Electronic in Lustenau stellt kundenspezifische Regel- und Steuerungselektronik her.
Collini in Hohenems ist Europas führende Unternehmensgruppe im Bereich Oberflächenbeschichtung von Metallen und Kunststoffen.
Fulterer in Lustenau ist Weltmarktführer für professionelle Auszugssysteme im Schwerlastbereich.
Hirschmann Automotive in Rankweil liefert elektronische Verbindungs- und sensorische Messsysteme für die Autoindustrie.
Meusburger (Werkzeug- und Formenbau) in Wolfurt ist Marktführer im Bereich hochpräziser Formen.

### Informationstechnologie
Es gibt tausende Unternehmen im Bereich der Informationstechnologie.
VRZ Informatik ist eines der größten IT-Systemhäuser in Vorarlberg.
System Industrie Electronic GmbH ist ein führender Anbieter von rechnerbasierten Lösungen für die Medical, Security und Industrial Branchen. Auch große Konzerne haben hier Standorte.
Hexagon ist einer der weltweit führenden Anbieter für digitale Lösungen zur Erstellung von autonom verbundenen Ökosystemen. Ihr österreichischer Standort ist in Dornbirn. Der Standort in Dornbirn erbringt globale Dienstleistungen für die gesamte Hexagon-Gruppe, vor allem aber für den Konzernbereich Geosystems und dessen Tochterfirmen. Es geht um branchenspezifische Lösungen mit Hilfe von Sensortechnik, Software und Datenorchestrierung, um intelligente digitale Realitäten zu erstellen, welche die Produktivität und Qualität in Anwendungen der Industrie, Infrastruktur, öffentliche Sicherheit und Mobilität verbessern.

### Robotertechnologie
Die Heron-Gruppe ist ein weltweit aktives Unternehmen mit Sitz in Dornbirn. Robotunits, ein Tochterunternehmen der Heron Innovations Factory, entwickelt und produziert flexible automatisierte Fördertechnik.

### Umwelttechnologie
Bachmann Electronic ist Weltmarktführer bei der Automatisierung von Windkraftanlagen.
Die Illwerke/VKW mit Hauptsitz in Bregenz erzeugen Strom aus Wasserkraft und betreiben Speicherkraftwerke.
Die AAT Abwasser- und Abfalltechnik GmbH in Wolfurt baut Biogasanlagen für Speisereste, Biomüll, Klärschlamm und für viele andere Substrate.
MAWERA in Hard baut industrielle Biomasse-Kesselanlagen zur Energiegewinnung.
Die Drexel und Weiss GmbH in Wolfurt ist ein weltweit führendes Unternehmen in der Passivhaus-Haustechnik. Der Betrieb entwickelt und produziert energieeffiziente Lüftungsgeräte und Wärmepumpen für Passiv- und Niedrigenergiehäuser.
Die Enercret GmbH ist Weltmarktführer für oberflächennahe Geothermie zum Heizen und Kühlen von Gebäuden.

## Kultur
Auch kulturell ist das Vorarlberger Rheintal dezentral und vielseitig.

### Regelmäßige Veranstaltungen
In Bregenz finden jährlich die Bregenzer Festspiele statt. Sie sind vor allem durch die Opern auf der größten Seebühne der Welt international bekannt.
Der Bregenzer Frühling ist ein internationales, zeitgenössisches und innovatives Tanzfestival.
Die Schubertiade in Hohenems und Schwarzenberg ist das renommierteste Schubert-Festival weltweit. Es bietet jährlich etwa 80 Veranstaltungen.
Das Szene Openair in Lustenau am Alten Rhein ist ein jährliches Open-Air-Festival mit Rock- und Popmusik. Es ist westlich von Salzburg die einzige Musikveranstaltung seiner Art in Österreich. Das Szene Openair bietet seinen Besuchern auch eine Campingmöglichkeit, einen Festivalkindergarten, Suchtprophylaxe und ein Abfallvermeidungs-Konzept.
Das Poolbar-Festival in Feldkirch bietet Konzerte von internationalen Bands, die noch weniger berühmt sind. Das Programm ist sehr vielseitig, beispielsweise abendliche Konzerte, Jazzfrühstück im Park, Kino unter Sternen, Kabarett, Poetry Slams und Clubnächte.
Daneben gibt es tausende kleinere regelmäßige Veranstaltungen für jeden Geschmack.

### Museen
Größere Museen sind das vorarlberg museum in Bregenz (Kulturgeschichte), das Kunsthaus Bregenz (wechselnde Ausstellungen von zeitgenössischer Kunst), die inatura Erlebnisschau in Dornbirn (Naturgeschichte und Biologie) oder das Jüdische Museum Hohenems sowie das Museum in der Schattenburg in Feldkirch (Mittelaltermuseum).
Speziellere Museen sind beispielsweise das Museum Urgeschichte in Koblach (Jungsteinzeit, Bronzezeit und Eisenzeit), das Alamannen-Museumsdorf in Mäder (Geschichte und Kultur der Alamannen), die Rhein-Schauen in Lustenau mit dem historischen Rheinbähnle und das Rolls-Royce Museum im Gütle in Dornbirn.

## Gesundheitswesen
Im Vorarlberger Rheintal gibt es fünf Krankenhäuser und ein Hospiz. Es gibt zahlreiche Alters- und Pflegeheime sowie eine flächendeckende Hauskrankenpflege.
Es gibt zahlreiche niedergelassene Ärzte aller Fachrichtungen. Allerdings wird auch im dichtbesiedelten Vorarlberger Rheintal der Personalmangel in der Medizin und im Pflegebereich immer dramatischer.

## Zukunft
Disruptive Technologien bestimmen die nahe Zukunft und noch mehr der Klimawandel.
2016 haben sich der Schweizer Kanton St. Gallen, das österreichische Bundesland Vorarlberg und 22 Gemeinden beidseits des Rheins zum Verein Agglomeration Rheintal zusammengeschlossen. Hauptziel des Vereins ist die Erarbeitung und Einreichung eines genehmigungsfähigen Agglomerationsprogrammes beim Schweizer Bund. Es geht um eine vernünftige Entwicklung des Siedlungs- und Wirtschaftsraumes sowie eine Verbesserung der Infrastruktur. Auch der Hochwasserschutz und die Verkehrsplanung sind Themen.
Der österreichische Klima- und Energiefonds hat mit dem Bundesministerium für Klimaschutz, Umwelt, Energie, Mobilität, Innovation und Technologie (BMK) im Herbst 2016 das Förderprogramm Klimawandel-Anpassungsmodellregionen (KLAR!) initiiert. Das Vorarlberger Rheintal ist eine der Regionen, die sich hierbei engagieren (KLAR! am Rhein).
Nachdem der Verein Agglomeration Rheintal – bei dem sieben der acht Gemeinden der Region Mitglied sind – Grundlagenforschung zur Auswirkung des Klimawandels für die Vereinsmitglieder betreibt, will KLAR! am Rhein diese Erkenntnisse nutzen. Die Region möchte ein Anpassungskonzept erstellen, welches die Gemeinden und die Bevölkerung auf den Klimawandel vorbereitet. Anpassungsmaßnahmen sollen regional abgestimmt und gemeinsam umgesetzt werden.